# Fender Jazz Bass

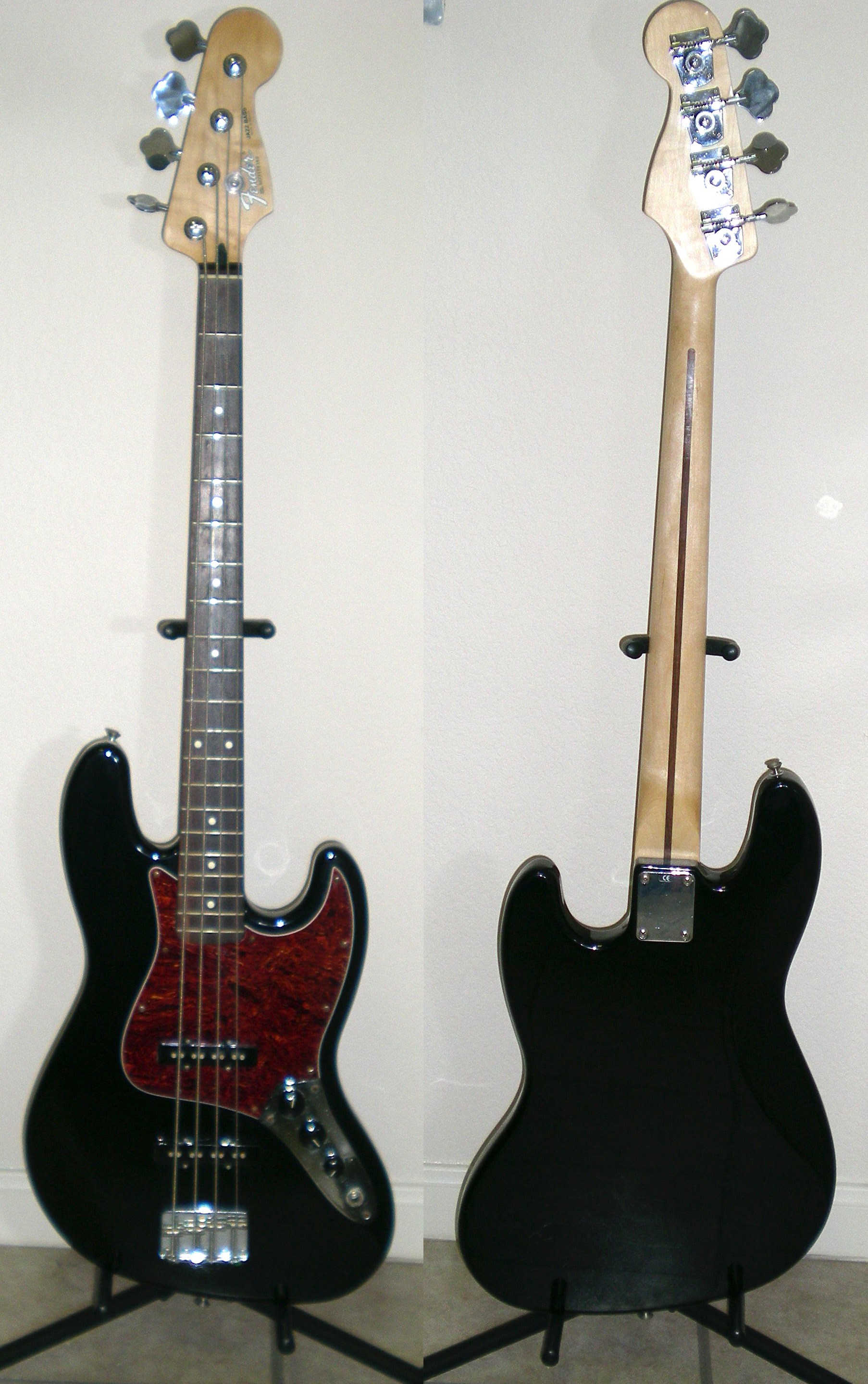
Een Fender Jazz Bass uit 2003

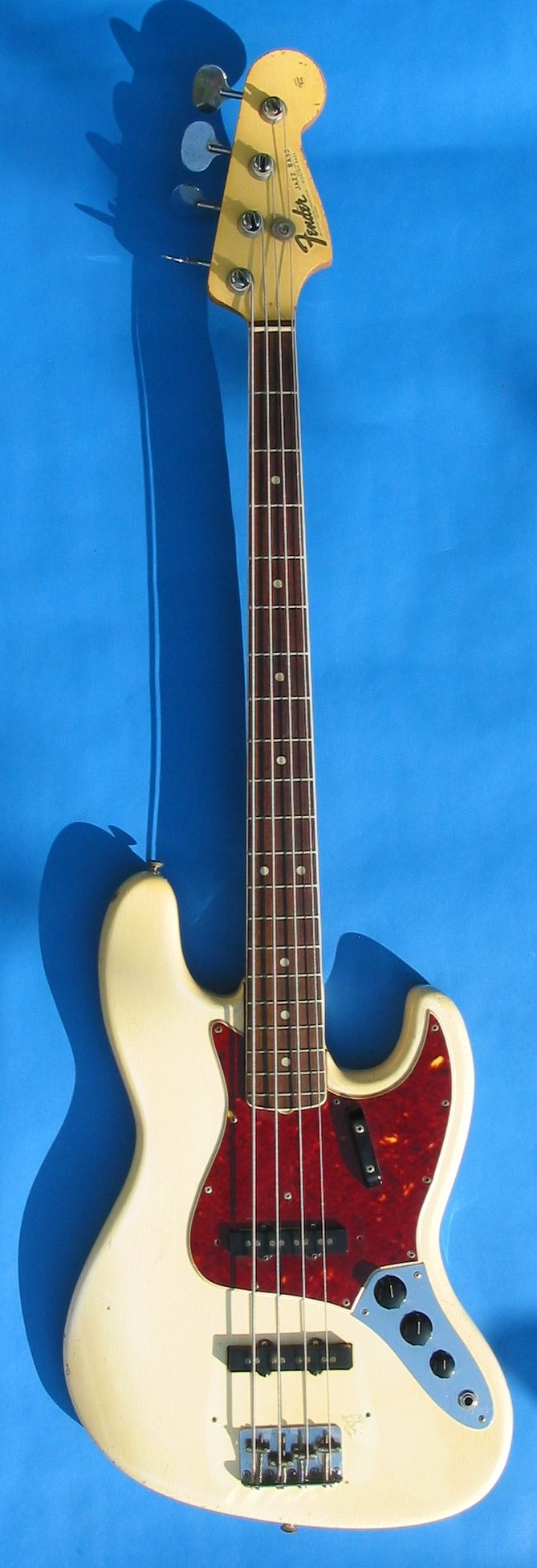
Olympic White Jazz Bass 1966, zonder beschermkappen

De Fender Jazz Bass, ook wel "J-bass" genoemd, is het tweede model elektrische basgitaar van de Amerikaanse ontwerper Leo Fender.

## Ontwerp
Hij kwam in 1960 op de markt als de bij de Fender Jazzmaster-gitaar passende basgitaar. De Jazz Bass heeft twee enkelspoels elementen en een enigszins afwijkend, vergeleken met de Fender Precision Bass minder symmetrisch corpus (de gepatenteerde Offset-Waist), met meer uitgesneden randen. De hals wordt naar de topkam toe aanzienlijk smaller dan bij de Fender Precision Bass. De bedoeling van het ontwerp was om het contrabassisten gemakkelijker te maken om over te stappen op de elektrische basgitaar.
De Jazz Bass had aanvankelijk twee dubbele potmeters - de zogenaamde Stacked knobs - waarmee per element zowel het volume als de toon kon worden geregeld. Na 1962 stapte Fender over op het huidige systeem met drie potmeters: voor elk van beide elementen een volumeregelaar, plus een toonregelaar voor het totaalgeluid. Sommige modellen die na 2003 zijn geproduceerd hebben een drukschakelaar die de "S-1 Switch" wordt genoemd. De elementen, die normaal parallel zijn geschakeld (humbucker), worden door het indrukken van deze schakelaar in serie geschakeld en fungeren dan als een enkel element met een geluid dat meer op dat van de Precision Bass lijkt.
Sommige "Deluxe" Jazz Bass modellen zijn voorzien van actieve elektronica, in plaats van passieve. Ze hebben actieve toonregeling, met dubbel uitgevoerde potmeters voor laag en hoog en een extra potmeter voor het midden.
Na de overname door CBS in 1965 werd het ontwerp stapsgewijs op details gewijzigd. De positieaanduidingen, aanvankelijk eenvoudige stippen, werden grote rechthoeken van namaak parelmoer. Ook kwamen er halzen van esdoorn, met grote zwarte blokken als positieaanduidingen. Nadat Jaco Pastorius wereldberoemd was geworden met zijn Fender Jazz Bass waar hij de frets uit had gehaald, besloot Fender ook een fretloze versie aan te bieden. Later verscheen nog een vijfsnarige Jazz Bass. In de loop der jaren zijn diverse varianten op de markt verschenen (gebouwd in o.a. Amerika, Mexico en Japan), waaronder een aantal reissues (heruitgave van vroegere modellen).

## Invloed van de Jazz Bass
Talloze gitaarbouwers en fabrikanten hebben het ontwerp gekopieerd. In de jaren zeventig en tachtig zijn zelfs de bouwers van kopieën door Fender voor de rechter gesleept omdat deze kopieën de verkoop van de echte modellen danig beïnvloedde.
De Jazz Bass heeft een meer knorrend geluid dan de Fender Precision Bass. Dit is voornamelijk het gevolg van de twee elementen en hun opstelling. De Jazz Bass is ook meer geschikt voor funk en slappen.
Bekende bespelers van een Fender Jazz Bass zijn wijlen Victor Bailey, Bootsy Collins, Larry Graham, Darryl Jones, Marcus Miller, Verdine White en Victor Wooten. In de jaren zestig speelden John Paul Jones (Led Zeppelin), Noel Redding en John Entwistle op een Jazz Bass. Wijlen Pastorius bespeelde een fretloze Fender Jazz Bass.
Er een speciale editie gemaakt voor Geddy Lee van Rush: de Geddy Lee Jazz Bass.
In Nederland was Bert Ruiter, bekend van Focus en Earth & Fire, een bekende bespeler.